# Spirostyliferina lizardensis
Spirostyliferina lizardensis is een slakkensoort uit de familie van de Litiopidae. De wetenschappelijke naam van de soort is voor het eerst geldig gepubliceerd in 2006 door Bandel.